# Montañas Beskides
Los Beskides o Besquidas (Beskidy en polaco, Beskydy en checo y eslovaco, Бескиды en ruso, Бескиди en ucraniano) es el nombre que se le da tradicionalmente a una sucesión de macizos montañosos del este de la República Checa, noroeste de Eslovaquia, sur de Polonia y oeste de Ucrania.
Ocupan una superficie de aproximadamente 600 km de largo y de 50 a 70 km de ancho. Se extienden desde la región de Moravia a Ucrania pasando por el norte de las montañas Tatra. Los límites orientales de los Besquidas no están claros: los documentos más antiguos los sitúan en las fuentes de Tisza. Las fuentes más recientes fijan los límites orientales en el puerto de Ushok, en la frontera polaco-ucraniana. El punto más elevado del macizo depende de la definición de sus límites: el pico más alto de la parte occidental es el Babia Góra en la frontera polaco-eslovaca.
La mayoría de los Besquidas se cuentan entre los Cárpatos occidentales exteriores, si bien los Beskides bajos (Nízke Beskydy en eslovaco, Beskid Niski en polaco) y los montes Bieszczady al este son parte de los Cárpatos orientales.
Los Besquidas son ricos en madera y carbón. Antiguamente abundaba también el mineral de hierro, y por ello se crearon grandes fábricas en Ostrava y Trinec.
Existen muchas atracciones turísticas, como las antiguas iglesias de madera y las estaciones de esquí, de popularidad creciente.